# Lijst van voetbalinterlands Canada - Iran
Deze lijst van voetbalinterlands is een overzicht van alle officiële voetbalwedstrijden tussen de nationale teams van Canada en Iran. De landen speelden tot op heden drie keer tegen elkaar. De eerste ontmoeting, een vriendschappelijke wedstrijd, werd gespeeld in Toronto op 17 augustus 1997. Het laatste duel, eveneens een vriendschappelijke wedstrijd, vond plaats op 26 april 2001 in Caïro (Egypte).

## Wedstrijden
| № | Plaats   | Datum            | Competitie        | Wedstrijd     | Uitslag |
| - | -------- | ---------------- | ----------------- | ------------- | ------- |
| 1 | Toronto  | 17 augustus 1997 | Vriendschappelijk | Canada – Iran | 0 – 1   |
| 2 | Edmonton | 4 juni 1999      | Vriendschappelijk | Canada – Iran | 0 – 1   |
| 3 | Caïro    | 26 april 2001    | Vriendschappelijk | Iran – Canada | 0 – 1   |

## Samenvatting
| Competitie        | Totaal gespeeld | Winst Canada | Gelijk | Winst Iran | Doelsaldo Canada – Iran |
| ----------------- | --------------- | ------------ | ------ | ---------- | ----------------------- |
| Vriendschappelijk | 3               | 1            | 0      | 2          | 1 − 2                   |
| Totaal            | 3               | 1            | 0      | 2          | 1 − 2                   |

Wedstrijden bepaald door strafschoppen worden, in lijn met de FIFA, als een gelijkspel gerekend.

## Details

### Eerste ontmoeting
| Vriendschappelijk (Toronto, Canada, 17 augustus 1997): |              | |
| Canada | 0 – 1        | Iran |
| | goals        | 45' Karim Bagheri |
| Bob Lenarduzzi | bondscoach   | Mansour Pourhaidary |
| Paul Dolan Iain Fraser Jason de Vos Mark Watson Carl Fletcher 53' Geoff Aunger Nick De Santis Tom Kouzmanis 46' Mauro Biello 46' Garret Kusch Eddy Berdusso | opstellingen | Ahmedreza Abedzadeh Ali Akbar Ostadasadli Mohammad Khakpour Afshin Peyravani Mehrdad Minavand Farhad Majidi Karim Bagheri Mehdi Mahdavikia 86' Esmail Halali 90' Ali Asghar Modirrousta Khodadad Azizi |
| Paul Stalteri 46' Robert Aristodemo 46' Jeff Clarke 53' | wissels      | 86' Mohammad Navazi 90' Hashem Heydari |
| Nick De Santis 82' | gele kaarten | 36' Afshin Peyravani 60' Mehdi Mahdavikia 73' Farhad Majidi |

### Tweede ontmoeting
| Vriendschappelijk (Edmonton, Canada, 4 juni 1999):                                                                                                   |              | |
| Canada | 0 – 1        | Iran |
| | goals        | 71' Ali Daei |
| Holger Osieck | bondscoach   | Mansour Pourhaidari |
| Pat Onstad Jason de Vos Paul Fenwick Mark Watson Jim Brennan Marc Bircham Garret Kusch 46' Paul Stalteri Nick Dasovic Davide Xausa Carl Fletcher 68' | opstellingen | Parviz Broumand Mehdi Hashemi-Nasab Javad Zarincheh Sattar Hamedani Sohrab Bakhtiarzadeh Hamid Estili 62' Mahmoud Fekri 70' Ismael Halali Mehrdad Minavand 77' Ali Daei Ali Mousavi |
| Jason Bent 46' Jeff Clarke 68' | wissels      | 62' Sirous Dinmohammadi 70' Ali Reza Sahand-Razian 77' Farhad Majidi |
| Marc Bircham 60' | gele kaarten | 83' Ali Reza Sahand-Razian |

### Derde ontmoeting
| Vriendschappelijk (Caïro, Egypte, 26 april 2001): |              | |
| Iran | 0 – 1        | Canada |
| | goals        | 25' Garret Kusch |
| Miroslav Blažević | bondscoach   | Holger Osieck |
| Parviz Broumand Behrouz Rahbarifar 82' Afshin Peyrovani Ali Ansarian Ali Reza Nikbakht-Vahedi Sirous Deenmohammadi Yahya Golmohamadi 46' Hamed Kavianpour Pejman Jamsheedi 46' Ali Karimi Ali Samereh 65' | opstellingen | Craig Forrest Mark Watson 35' Paul Fenwick Jason de Vos Kevin McKenna Richard Hastings Tam Nsaliwa 46' Nick Dasovic Jim Brennan 80' Garret Kusch 55' Paul Peschisolido |
| Javad Nekonam 46' Farhad Majidi 46' Mehdi Sheeri 65' Mehdi Hasheminasab 82' | wissels      | 35' Daniel Imhof 46' Carl Fletcher 55' Dwayne De Rosario 80' Davide Xausa                                                                                              |
| Ali Reza Nikbakht-Vahedi ??' | gele kaarten | ??' Garret Kusch ??' Mark Watson |

Canadese voetbalbond · A-internationals · Bondscoaches · Selecties · Statistieken · Canadees vrouwenelftal · Canada U21 · Canada U20 · Canada U19 · Canada U18 · Canada U17
1885 – 1949 ·
1950 – 1969 ·
1970 – 1979 ·
1980 – 1989 ·
1990 – 1999 ·
2000 – 2009 ·
2010 – 2019 ·
2020 − 2029
WK 1986
OS 1904 · 
OS 1976 · 
OS 1984
1885 · 
1886 · 
1887 · 
1888 · 
1889–1903 · 
1904 · 
1905–1923 · 
1924 · 
1925 · 
1926 · 
1927 · 
1928–1936 · 
1937 · 
1938–1956 · 
1957 · 
1958–1967 · 
1968 · 
1969–1971 · 
1972 · 
1973 · 
1974 · 
1975 · 
1976 · 
1977 · 
1978–1979 · 
1980 · 
1981 · 
1982 · 
1983 · 
1984 · 
1985 · 
1986 · 
1987 · 
1988 · 
1989 · 
1990 · 
1991 · 
1992 · 
1993 · 
1994 · 
1995 · 
1996 · 
1997 · 
1998 · 
1999 · 
2000 · 
2001 · 
2002 · 
2003 · 
2004 · 
2005 · 
2006 · 
2007 · 
2008 · 
2009 · 
2010 · 
2011 · 
2012 · 
2013 ·
2014 ·
2015 ·
2016 ·
2017 ·
2018 ·
2019 ·
2020 ·
2021 ·
2022
Amerikaanse Maagdeneilanden ·
Argentinië ·
Armenië ·
Aruba ·
Australië ·
Azerbeidzjan ·
Bahrein ·
Barbados ·
België ·
Belize ·
Bermuda ·
Brazilië ·
Bulgarije · 
Chili ·
China ·
Colombia ·
Congo-Brazzaville ·
Costa Rica ·
Cuba ·
Curaçao ·
Cyprus ·
DDR ·
Denemarken ·
Dominica ·
Duitsland ·
Ecuador ·
Egypte ·
El Salvador ·
Engeland ·
Estland ·
Faeröer · 
Finland ·
Frankrijk ·
Ghana ·
Griekenland ·
Guatemala ·
Haïti ·
Honduras ·
Hongarije ·
Hongkong ·
Ierland ·
IJsland ·
Indonesië ·
Iran ·
Italië ·
Jamaica ·
Japan ·
Joegoslavië ·
Kaaimaneilanden ·
Kameroen ·
Kroatië ·
Libië ·
Luxemburg ·
Maleisië ·
Malta ·
Marokko ·
Mauritanië ·
Mexico ·
Moldavië ·
Nederland ·
Nieuw-Zeeland ·
Nigeria ·
Noord-Ierland ·
Noord-Korea ·
Noord-Macedonië ·
Oekraïne ·
Oezbekistan ·
Oostenrijk ·
Panama ·
Paraguay ·
Peru ·
Polen ·
Portugal ·
Puerto Rico ·
Qatar ·
Saint Kitts en Nevis ·
Saint Lucia ·
Saint Vincent en de Grenadines ·
San Marino ·
Saoedi-Arabië ·
Schotland ·
Singapore ·
Slovenië ·
Sovjet-Unie ·
Spanje ·
Suriname ·
Trinidad en Tobago ·
Tsjechië ·
Tunesië ·
Turkije ·
Uruguay ·
Venezuela ·
Verenigde Staten ·
Wales ·
Wit-Rusland ·
Zuid-Afrika ·
Zuid-Korea ·
Zwitserland
België (2022)
FFIRI · 
A-internationals · 
Selecties · Bondscoaches · 
Statistieken · 
Iraans vrouwenelftal · 
Iran U21 · 
Iran U20 · 
Iran U19 · 
Iran U18 · 
Iran U17
1940 – 1969 · 
1970 – 1979 · 
1980 – 1989 · 
1990 – 1999 · 
2000 – 2009 · 
2010 – 2019 ·
2020 − 2029
Asian Cup 1960 · 
Asian Cup 1968 · 
Asian Cup 1972 · 
Asian Cup 1976 · 
Asian Cup 1980 · 
Asian Cup 1984 · 
Asian Cup 1988 · 
Asian Cup 1992 · 
Asian Cup 1996 · 
Asian Cup 2000 · 
Asian Cup 2004 · 
Asian Cup 2007 · 
Asian Cup 2011
WK 1978 · 
WK 1998 · 
WK 2006 · 
WK 2014 · 
WK 2018
OS 1964 · 
OS 1972 · 
OS 1976
1941 · 
1942–1946 · 
1947 · 
1948 · 
1949 · 
1950 · 
1951 · 
1952 · 
1953–1957 · 
1958 · 
1959 · 
1960–1961 · 
1962 · 
1963 · 
1964 · 
1965 · 
1966 · 
1967 · 
1968 · 
1969 · 
1970 · 
1971 · 
1972 · 
1973 · 
1974 · 
1975 · 
1976 · 
1977 · 
1978 · 
1979 · 
1980 · 
1981 · 
1982 · 
1983 · 
1984 · 
1985 · 
1986 · 
1987 · 
1988 · 
1989 · 
1990 · 
1991 · 
1992 · 
1993 · 
1994 · 
1995 · 
1996 · 
1997 · 
1998 · 
1999 · 
2000 · 
2001 · 
2002 · 
2003 · 
2004 · 
2005 · 
2006 · 
2007 · 
2008 · 
2009 · 
2010 · 
2011 · 
2012 ·
2013 ·
2014 ·
2015 ·
2016 ·
2017 ·
2018 ·
2019 ·
2020 ·
2021 ·
2022 ·
2023 ·
2024
Afghanistan ·
Albanië ·
Algerije ·
Angola ·
Argentinië ·
Armenië ·
Australië ·
Azerbeidzjan ·
Bahrein ·
Bangladesh ·
Bolivia ·
Bosnië en Herzegovina ·
Botswana ·
Brazilië ·
Bulgarije ·
Burkina Faso ·
Cambodja ·
Canada ·
Chili ·
China ·
Costa Rica ·
Cyprus ·
Denemarken ·
Duitsland ·
Ecuador ·
Egypte ·
Engeland ·
Filipijnen ·
Frankrijk ·
Georgië ·
Ghana ·
Guam ·
Guatemala ·
Guinee ·
Hongarije ·
Hongkong ·
Ierland ·
IJsland ·
India ·
Indonesië ·
Irak ·
Israël ·
Jamaica ·
Japan ·
Jemen ·
Joegoslavië ·
Jordanië ·
Kameroen ·
Kazachstan ·
Kenia ·
Kirgizië ·
Koeweit ·
Kroatië ·
Laos ·
Libanon ·
Libië ·
Litouwen ·
Madagaskar ·
Malediven ·
Maleisië ·
Mali ·
Marokko ·
Mexico ·
Montenegro ·
Mozambique ·
Myanmar ·
Nederland ·
Nepal ·
Nicaragua ·
Nieuw-Zeeland ·
Nigeria ·
Noord-Korea ·
Noord-Macedonië ·
Oeganda ·
Oekraïne ·
Oezbekistan ·
Oman ·
Oostenrijk ·
Pakistan ·
Palestina ·
Panama ·
Papoea-Nieuw-Guinea ·
Paraguay ·
Peru ·
Polen ·
Portugal ·
Qatar ·
Roemenië ·
Rusland ·
Saoedi-Arabië ·
Schotland ·
Senegal ·
Sierra Leone ·
Singapore ·
Slowakije ·
Sovjet-Unie ·
Spanje ·
Sri Lanka ·
Syrië ·
Tadzjikistan ·
Taiwan ·
Thailand ·
Togo ·
Trinidad en Tobago ·
Tsjecho-Slowakije ·
Tunesië ·
Turkije ·
Turkmenistan ·
Uruguay ·
Venezuela ·
Verenigde Arabische Emiraten ·
Verenigde Staten ·
Vietnam ·
Wales ·
Wit-Rusland ·
Zambia ·
Zuid-Jemen ·
Zuid-Korea ·
Zweden
Angola (2006) ·
Argentinië (2014) ·
Bosnië en Herzegovina (2014) ·
Marokko (2018) ·
Mexico (2006) ·
Nigeria (2014) ·
Portugal (2006) ·
Portugal (2018) ·
Spanje (2018)